# Sorhagenia reconditella
Sorhagenia reconditella ist ein Schmetterling (Nachtfalter) aus der Familie der Chrysopeleiidae.

## Merkmale
Die Falter erreichen eine Flügelspannweite von 8 Millimeter. Sie ähneln Sorhagenia rhamniella, sind aber kleiner und der hellgraue Fleck auf den Vorderflügeln ist undeutlich. Die Hinterflügel sind fahler. Eine sichere Unterscheidung ist nur durch eine Genitaluntersuchung möglich.
Bei den Männchen ist der Uncus sehr kurz. Die Valven sind zusammen mit dem Cucullus doppelt so lang wie die Ampulla. Die Ampulla ist schlank und in der Mitte gebogen. Der Sacculus ist lang und schlank und fast doppelt so lang wie der Cucullus. Er ist distal leicht geweitet, hat einen rundlichen Apex und zwei Höcker an der Costa. Die Juxta ist kurz und parallelwandig, das Vinculum ist breit. Der Aedeagus ist sehr kurz. Das achte Sternit ist quadratisch und mit Borstenreihen versehen, die vor der Mitte leicht gekrümmt sind.
Bei den Weibchen ist der distale Rand des Ostiums rundlich, innen befindet sich eine große V-förmige Ausbuchtung. Die seitlichen Vorwölbungen der Genitalplatte sind kurz und an der Basis reduziert. Sie weiten sich distal und haben einige sklerotisierte Grate. Das Antrum ist in der Mitte leicht gekrümmt. Der Ductus bursae ist doppelt so lang wie breit und weitet sich leicht in Richtung Antrum. Das Corpus bursae ist oval, die Signa haben einen gebogenen Dorn.

## Verbreitung
Sorhagenia reconditella kommt auf Zypern und dem griechischen Festland vor.

## Biologie
Die Biologie der Art ist unbekannt. Falter wurden von Mitte Mai bis Anfang Juni gefunden.

## Belege
1. 1 2 3 4 5  J. C. Koster, S. Yu. Sinev: Momphidae, Batrachedridae, Stathmopodidae, Agonoxenidae, Cosmopterigidae, Chrysopeleiidae. In: P. Huemer, O. Karsholt, L. Lyneborg (Hrsg.): Microlepidoptera of Europe. 1. Auflage. Band 5. Apollo Books, Stenstrup 2003, ISBN 87-88757-66-8, S. 173 (englisch).
2. ↑  Sorhagenia reconditella bei Fauna Europaea. Abgerufen am 23. März 2012